# Samburu County
Samburu County is een county en voormalig Keniaans district. Het district telt 143.547 inwoners (1999) en heeft een bevolkingsdichtheid van 7 inw/km². Ongeveer 4,6% van de bevolking leeft onder de armoedegrens en ongeveer 46,0% van de huishoudens heeft beschikking over elektriciteit.
Het district dankt zijn naam aan de Samburu, een semi-nomadisch volk dat verwant is aan de Masai.
Plaatsen in het district zijn onder meer Maralal (de hoofdstad) en Baragoi. Ook het Natuurreservaat Samburu is onderdeel van het district.